# Spreeradweg
Spreeradweg, hornolužicky Sprjewina kolesowarska šćežka a česky lze neoficiálně přeložit jako Sprévská cyklistická trasa, je dálková cyklistická trasa ve východním Německu. Jméno získala podle řeky Spree (Sprjewja, Spréva) podél které stezka vede. Nachází se ve spolkových zemích Sasko (v zemském okrese Zhořelec a zemském okrese Budyšín), Braniborsko (v zemském okrese Spréva-Nisa, Cottbusu, zemském okrese Horní Sprévský les-Lužice, zemském okrese Dahme-Sprévský les a zemském okrese Odra-Spréva) a v Berlíně. Leží také v Horní Lužici a Dolní Lužici a v Biosférické rezervaci Spreewald.

## Historie a popis
Spreeradweg má délku 356 až alternativně 410 km a vede téměř od pramenů řeky Sprévy v Eibau až do Berlína k soutoku řek Spréva a Havola (Havel, Habola). Dvěma krátkými úseky také vede po česko-německé státní hranici. Je označena piktogramy (logem) s vyobrazením řeky, zeleného kopce a berlínské Braniborské brány. Stezka je rozdělena do šesti navržených etap, které je možné jet dle individuálních potřeb. Ze začátku vede kopcovitým terénem a následně rovinami, vřesovišti, mokřady, lesy a obcemi. Větší část stezky vede po zpevněném a dobře udržovaném povrchu a menší část po lesních a polních cestách.

### Trasa
| Úsek ve spolkové zemi | Trasa |
| --------------------- | --- |
| Sasko                 | Eibau – Ebersbach-Neugersdorf – Neusalza-Spremberg – Schirgiswalde-Kirschau – Großpostwitz – Obergurig – Bautzen – Guttau – Uhyst – Neustadt – Spreewitz – |
| Braniborsko           | – Spremberg – Chotěbus – Peitz – Burg – Lübbenau/Spreewald – Lübben – Schlepzig – Alt-Schadow – Kossenblatt – Beeskow – Fürstenwalde/Spree – Erkner –      |
| Berlín                | – Treptow-Köpenick – Mitte |

## Další informace
Stezka je celoročně volně přístupná a navazuje nebo se prolíná s mnoha dalšími stezkami.

## Galerie

Logo
Poloha stezky v Sasku
Poloha stezky v Braniborsku
Poloha stezky v Berlíně

Na trase stezky
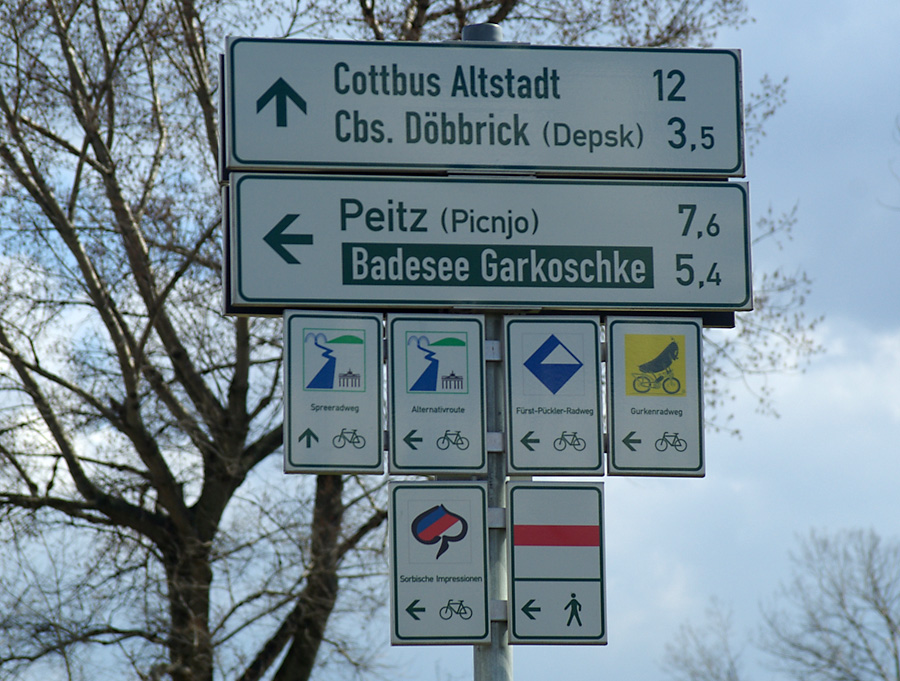
Rozcestník v Německu
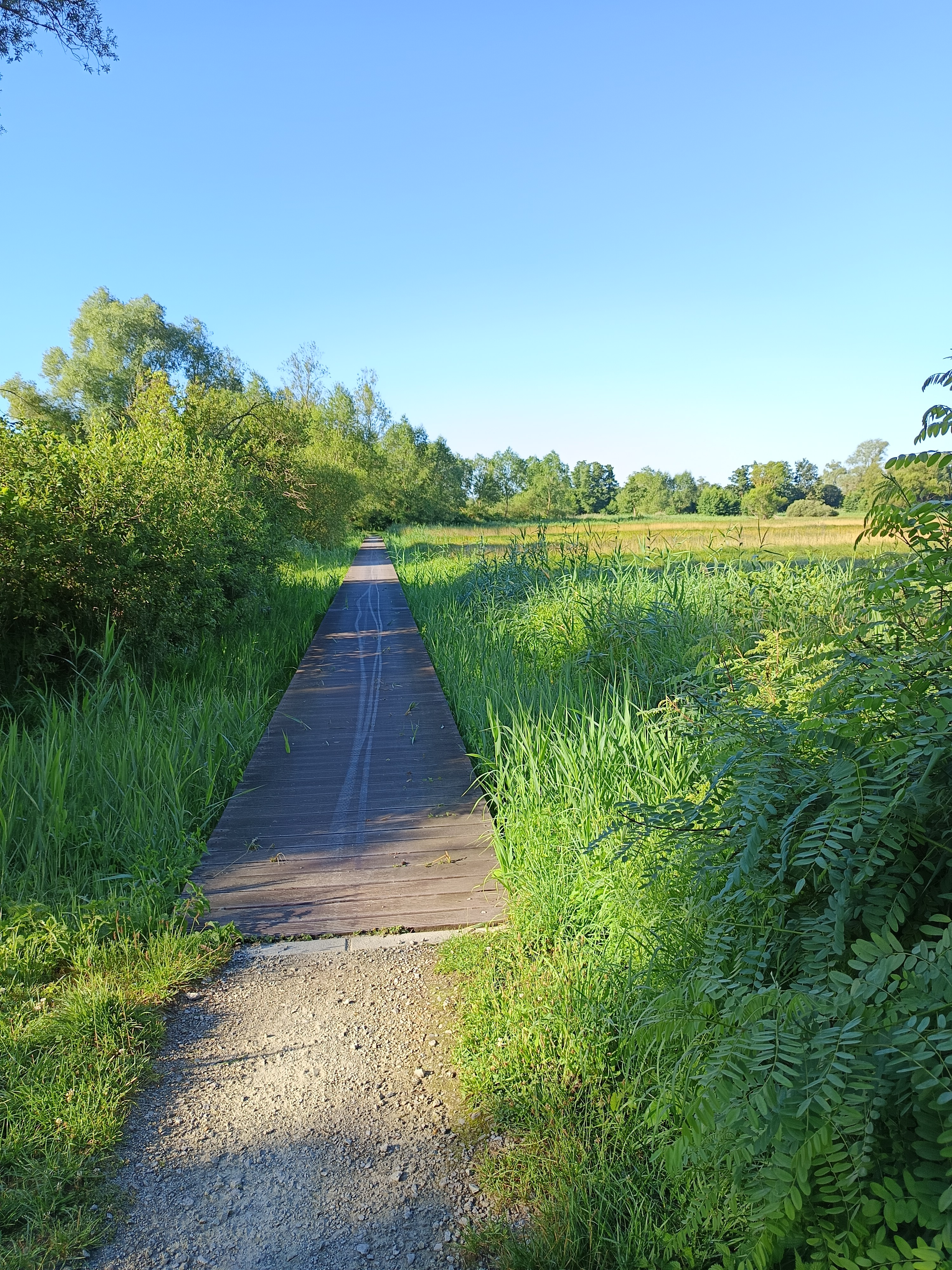
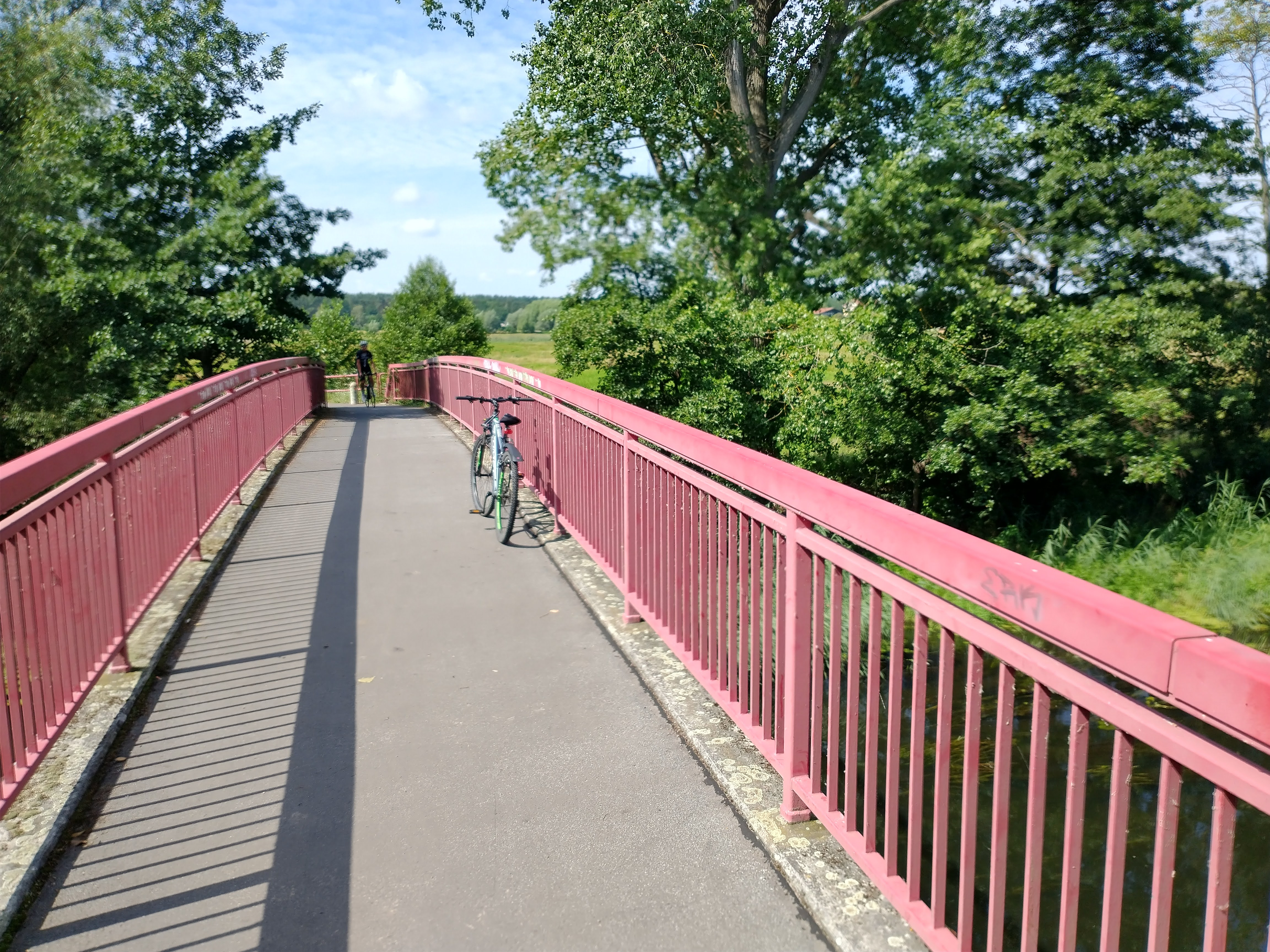
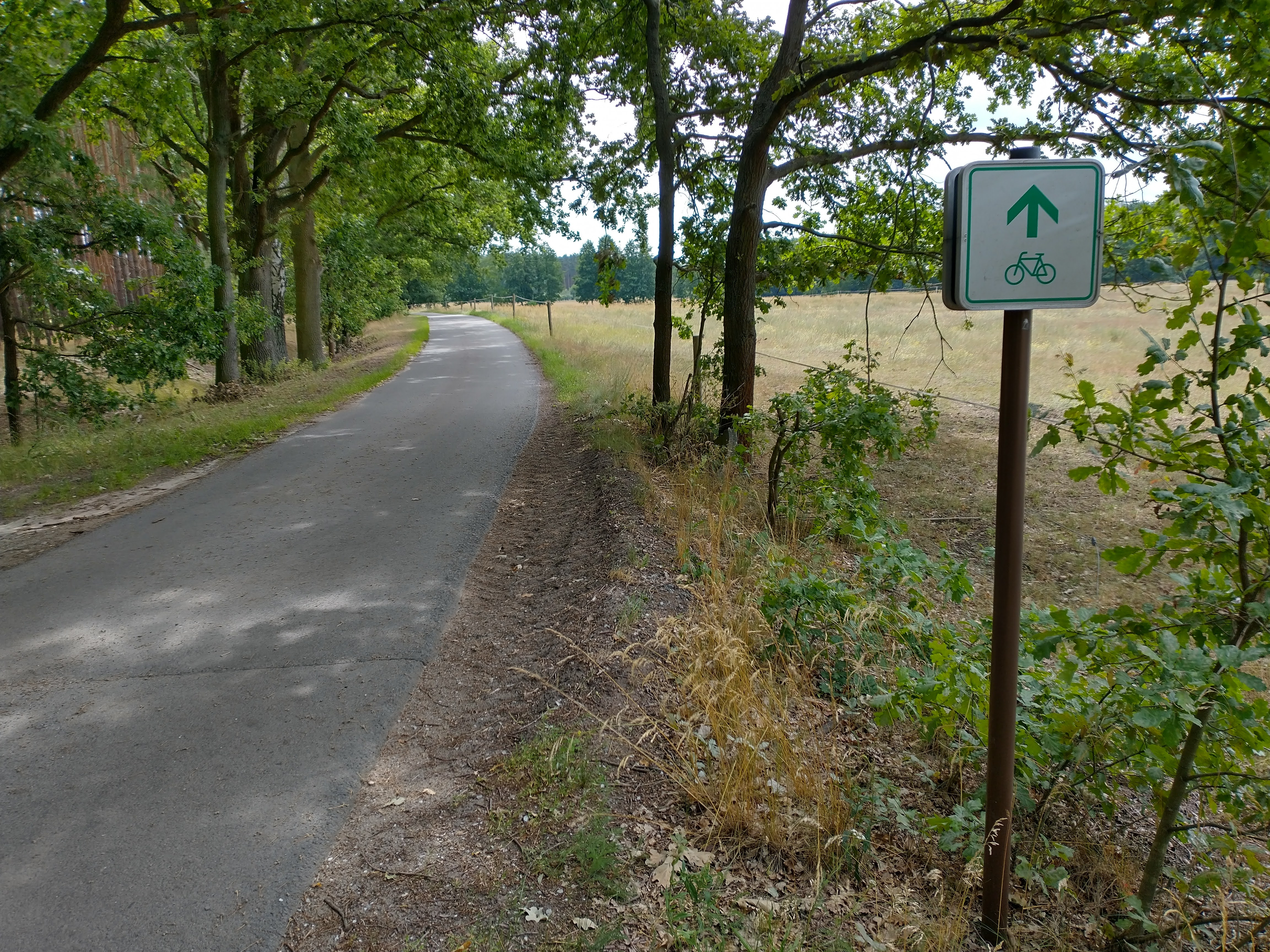
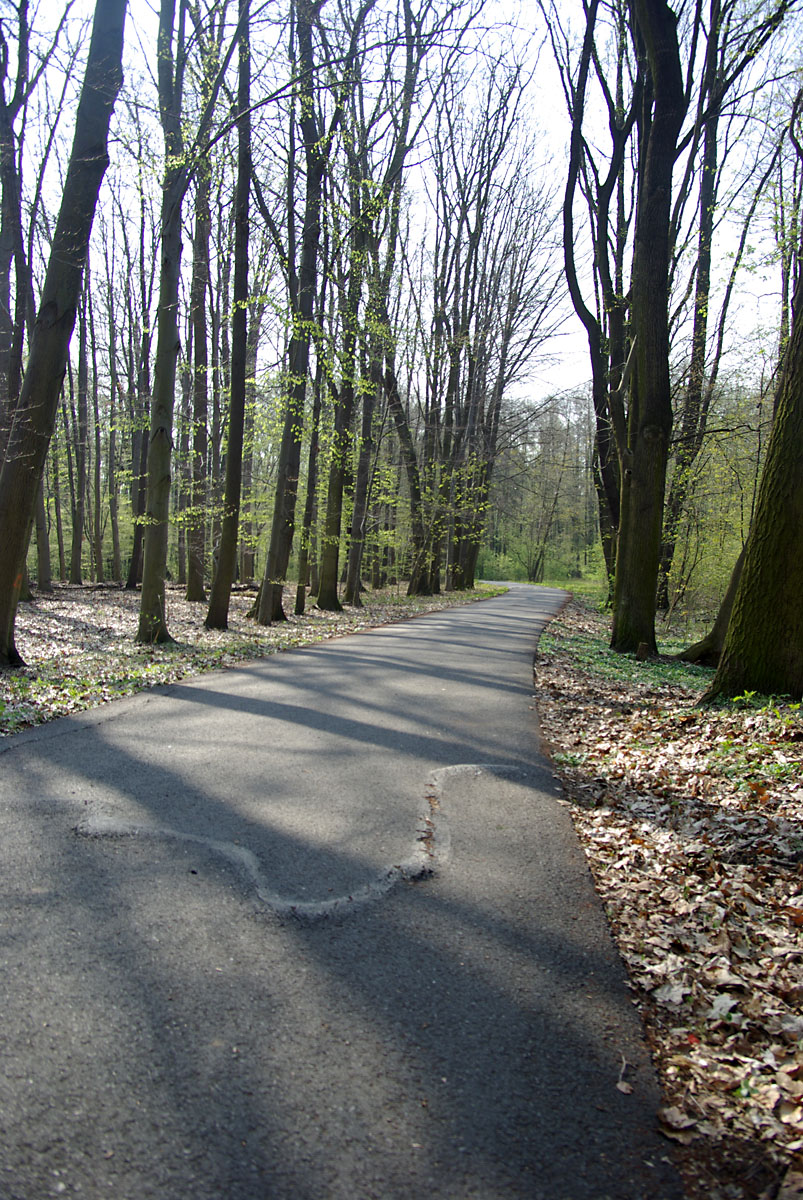
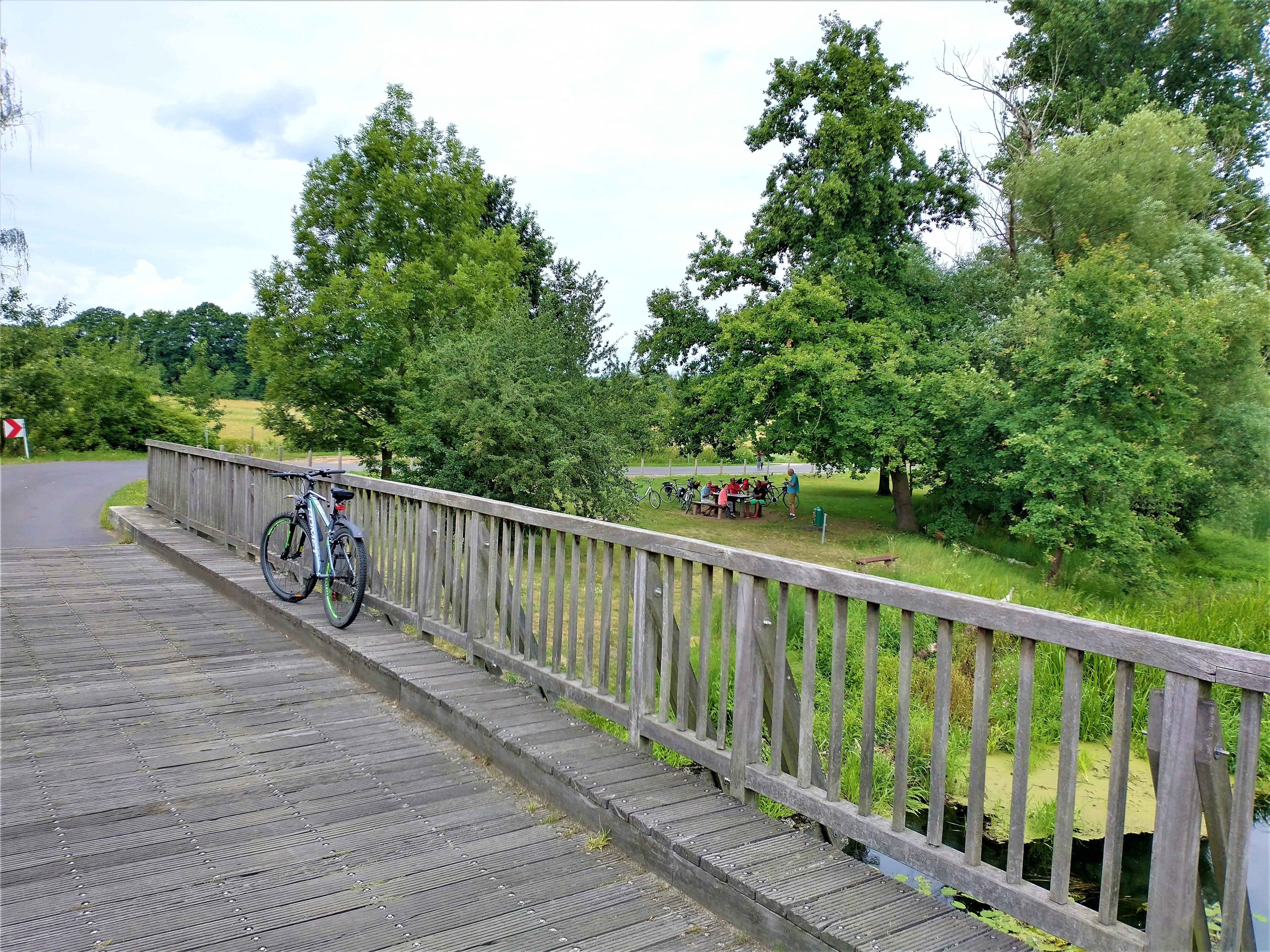
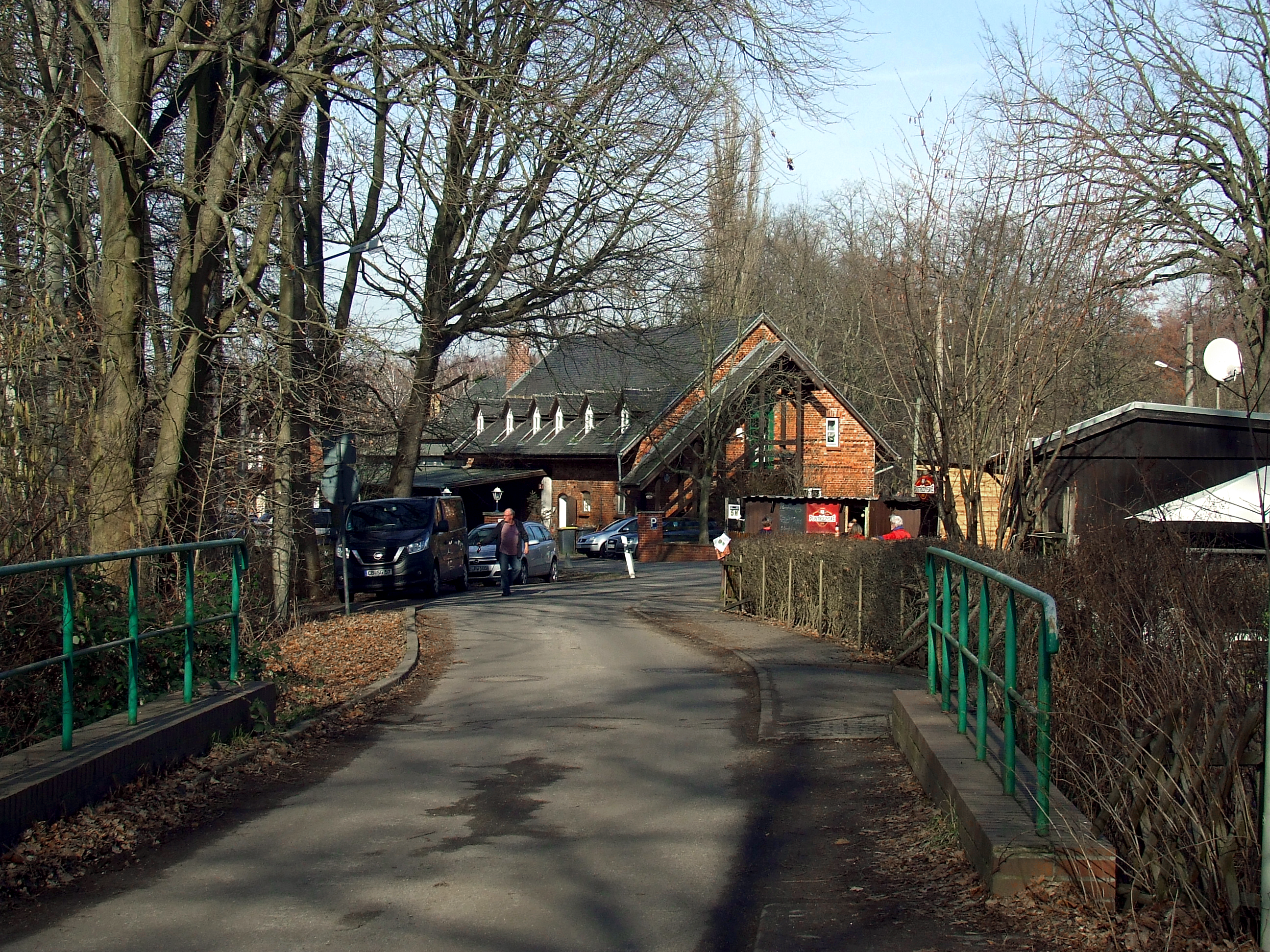
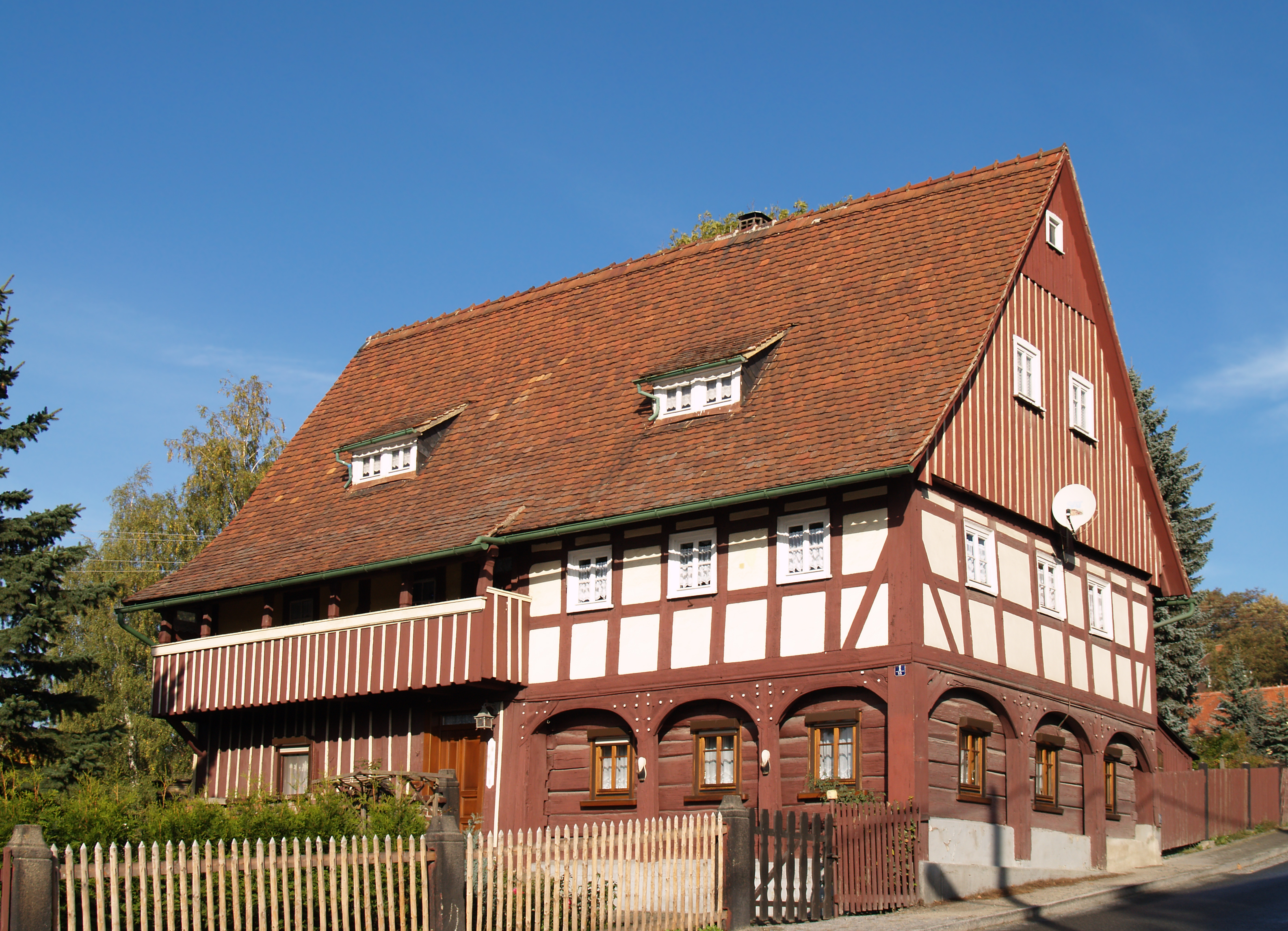
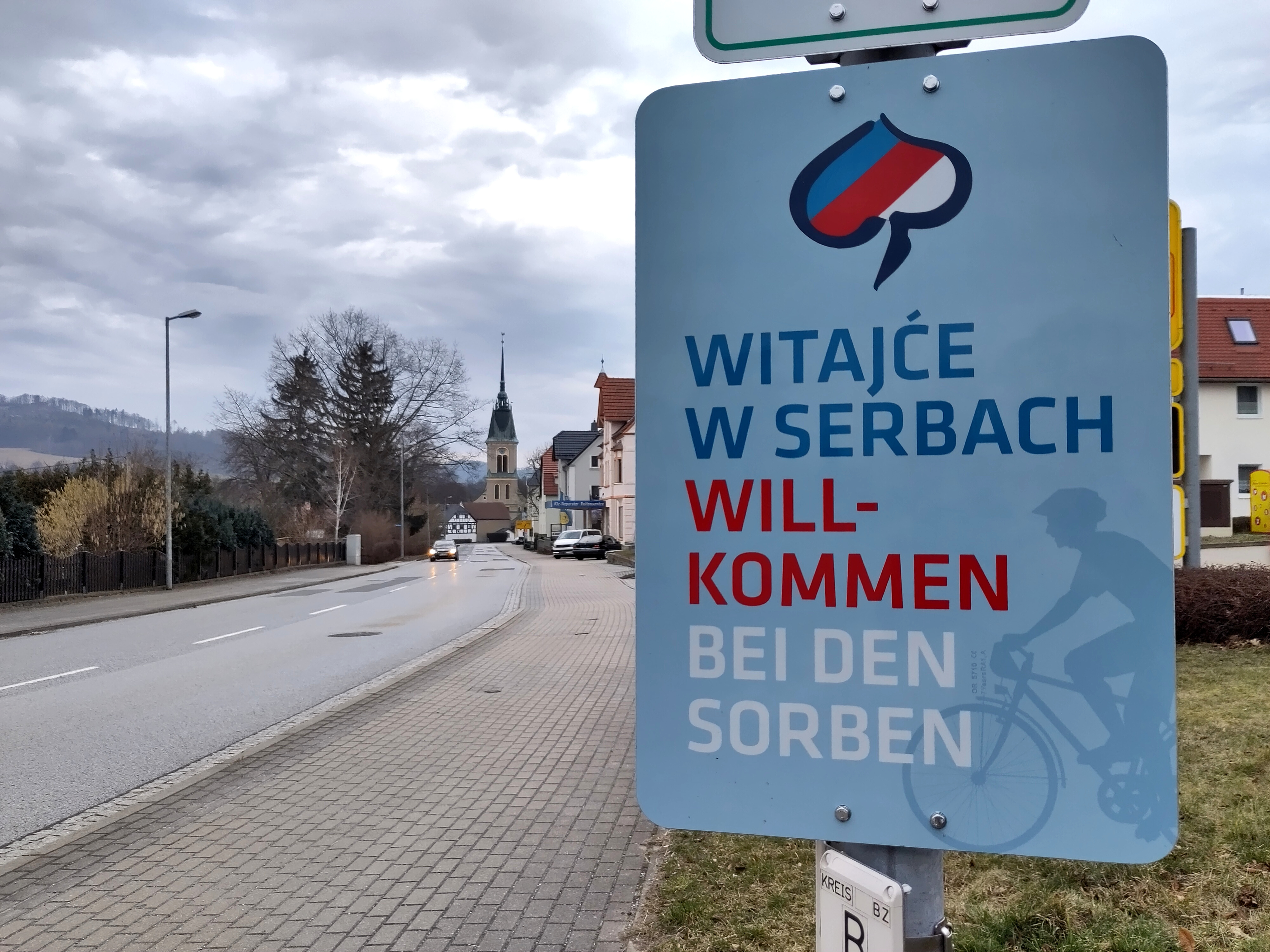
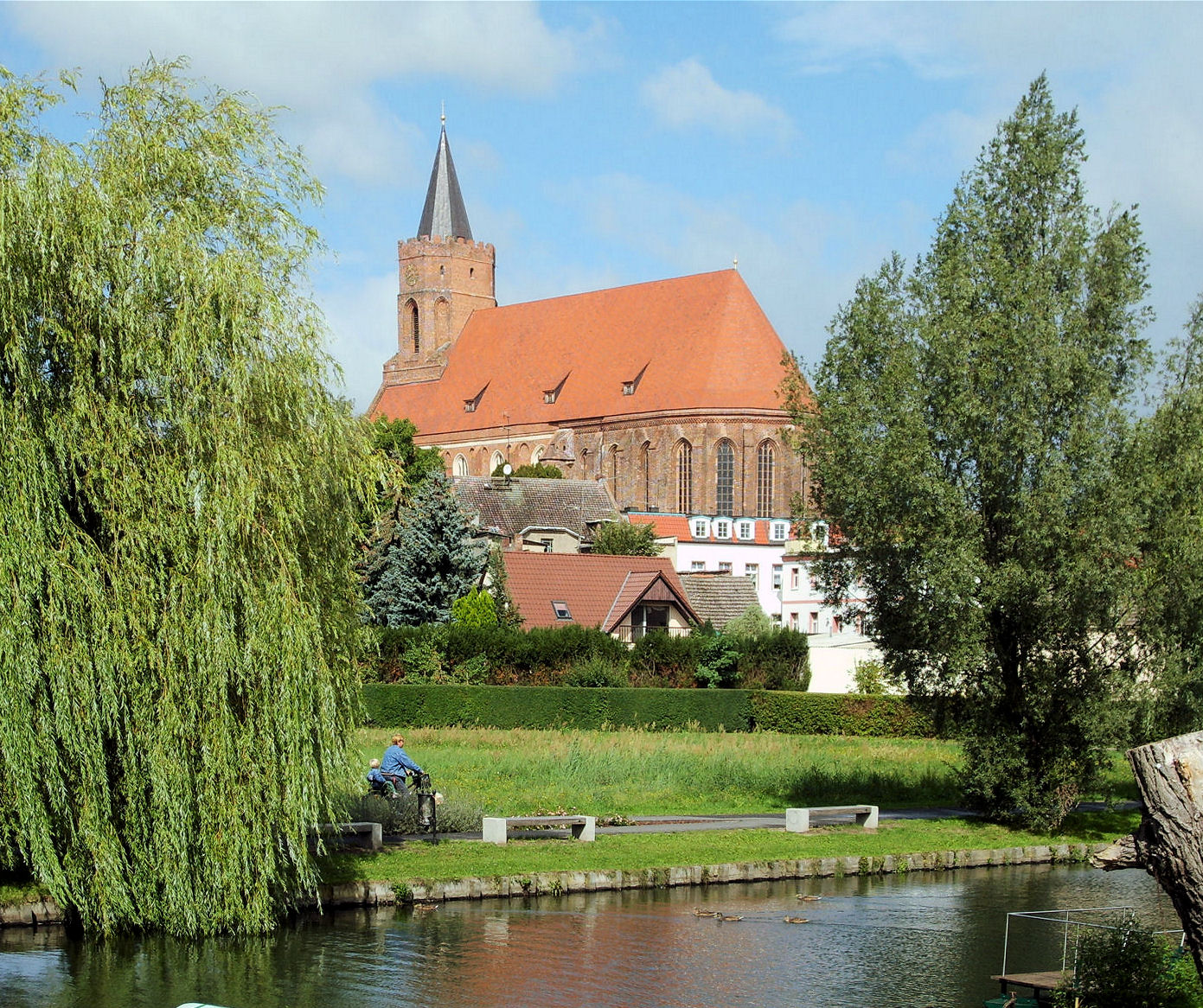
Beeskow